# HD 72832
HD 72832，又名CD-38 4610，SAO 199370、HR 3389，是一颗恒星，视星等为5.96，位于銀經258.29，銀緯0.74，其B1900.0坐标为赤經8h 29m 55.6s，赤緯-38° 0.74′ 24″。